# Liste der Mitglieder des Provinziallandtags der Rheinprovinz (33. Sitzungsperiode)
Diese Liste nennt die Mitglieder des 33. Provinziallandtages der Rheinprovinz 1888.

## Hintergrund
Der Provinziallandtag der Rheinprovinz bestand aus 75 Mitglieder, die sich in vier Kurien aufteilten. Die erste Kurie bestand aus vier Standesherren, die über Virilstimmen verfügten. Die Standesherren konnten sich vertreten lassen. Die zweite Kurie bestand aus den Vertretern der Ritterschaft, diese wurden in zwei Wahlkreisen (Regierungsbezirke Koblenz/Trier/Köln und Regierungsbezirke Aachen/Düsseldorf) gewählt. Die dritte Kurie bildeten die Vertreter der Städte. Diese wurden in indirekter Wahl bestimmt. Die vierte Kurie bildeten die Landgemeinden. Diese wählten die Vertreter in doppelt indirekter Wahl: Die Urwähler wählten Wahlmänner, diese dann Bezirkswähler. Wahlkreise waren die Landkreise. Für die Abgeordneten wurden jeweils auch Stellvertreter gewählt.
Der Provinziallandtag trat vom 5. Februar 1888 bis zum 18. Februar 1888 in Düsseldorf zusammen. Es war die letzte Landtagssession unter dem alten Wahlrecht.

## Liste der Abgeordneten
| Kurie                                | Wahlkreis | Abgeordneter                                  | Anmerkung                                                     |
| ------------------------------------ | --- | --------------------------------------------- | ------------------------------------------------------------- |
| Stand der Fürsten, Grafen und Herren | | Fürst Wilhelm zu Wied                         | Landtagsmarschall                                             |
| Ritterschaft                         | Koblenz/Trier/Köln | Graf Carl zu Westerhold und Gysenberg         | Kammerherr, auf Schloss Arenfels                              |
| Ritterschaft                         | Koblenz/Trier/Köln | Freiherr Edmund von Spies-Büllesheim          | Kammerherr, Haus Hull                                         |
| Ritterschaft                         | Koblenz/Trier/Köln | Friedrich von Solemacher-Antweiler            | Grünhaus, Vizelandtagsmarschall                               |
| Ritterschaft                         | Koblenz/Trier/Köln | Freiherr Franz Egon von Fürstenberg           | Gimborn                                                       |
| Ritterschaft                         | Koblenz/Trier/Köln | Eugen von Loë                                 | Landrat, Siegburg                                             |
| Ritterschaft                         | Koblenz/Trier/Köln | Freiherr Wilhelm von Spee                     | Ahrenthal                                                     |
| Ritterschaft                         | Koblenz/Trier/Köln | Freiherr Max von Boeselager                   | Burg Peppenhoven                                              |
| Ritterschaft                         | Koblenz/Trier/Köln | Otto Graf Beissel von Gymnich                 | Schloss Schmidtheim                                           |
| Ritterschaft                         | Koblenz/Trier/Köln | Fritz von Jordans                             | Morenhoven                                                    |
| Ritterschaft                         | Aachen/Düsseldorf | Graf Alfred von Hompesch                      | Kammerherr, Schloss Rurich                                    |
| Ritterschaft                         | Aachen/Düsseldorf | Freiherr Friedrich Leopold von Fürstenberg    | Schloss Hugenpoet                                             |
| Ritterschaft                         | Koblenz/Trier/Köln | Theodor Baumann                               | Huisberden                                                    |
| Ritterschaft                         | Aachen/Düsseldorf | Hermann Seul                                  | Direktor der Rheinischen Provinzial Feuersocietät, Düsseldorf |
| Ritterschaft                         | Aachen/Düsseldorf | Freiherr Ludolf von Wenge-Wulffen             | Major a. D., Haus Overbach                                    |
| Ritterschaft                         | Aachen/Düsseldorf | Freiherr Rudolf Geyr von Schweppenburg        | Haus Caen                                                     |
| Ritterschaft                         | Aachen/Düsseldorf | Freiherr Georg von Eerde                      | Landrat, Geldern                                              |
| Ritterschaft                         | Aachen/Düsseldorf | Freiherr Friedrich Geyr von Schweppenburg     | Müddersheim                                                   |
| Ritterschaft                         | Aachen/Düsseldorf | Freiherr Max Clemens Bergh gen. von Trips     | Schloss Hemmersbach                                           |
| Ritterschaft                         | Aachen/Düsseldorf | Freiherr Friedrich von der Leyen-Bloemersheim | Bloemersheim                                                  |
| Ritterschaft                         | Aachen/Düsseldorf | Freiherr Georg Schütz von Leerodt             | Major a. D., Wiesbaden                                        |
| Ritterschaft                         | Aachen/Düsseldorf | Graf Franz von Spee                           | Kammerherr, Schloss Heltorf                                   |
| Ritterschaft                         | Aachen/Düsseldorf | Graf Wilderich von Spee                       | Landrat, Unter-Maubach                                        |
| Städte                               | Köln | August Heuser                                 | Kommerzienrat, Köln                                           |
| Städte                               | Aachen | Martin Hubert Sommer                          | Beigeordneter, Aachen                                         |
| Städte                               | Düsseldorf | Heinrich Courth                               | Advokat-Anwalt, Düsseldorf                                    |
| Städte                               | Koblenz | Franz Adams                                   | Justizrat, Koblenz                                            |
| Städte                               | Trier | Friedrich Adolf Christian Koch                | Apotheker und Stadtverordneter, Trier                         |
| Städte                               | Elberfeld | Theodor Dietze                                | Kaufmann und Beigeordneter, Elberfeld                         |
| Städte                               | Barmen | Heinrich Eisenlohr                            | Kaufmann und Stadtverordneter, Barmen                         |
| Städte                               | Krefeld | Theodor Pelizäus                              | Rentner, Krefeld                                              |
| Städte                               | Kreuznach, Kirn, Sobernheim, St. Goar, Boppard, Oberwinter, Bacharach, Stromberg                                                       | Victor Sahler                                 | Bankier und Beigeordneter, Kreuznach                          |
| Städte                               | Stromberg, Trarbach, Zell, Cochem, Mayen, Andernach, Ahrweiler, Sinzig, Remagen, Simmern                                               | Ignatz Melsheimer                             | Rentner und Beigeordneter, Zell, als Stellvertreter           |
| Städte                               | Ehrenbreitstein, Vallendar, Bendorf, Neuwied, Linz, Wetzlar, Braunfels                                                                 | Hermann Radermacher                           | Beigeordneter, Neuwied                                        |
| Städte                               | Saarlouis, Saarbrücken, St. Johann, Ottweiler, St, Wendel, Baumholder                                                                  | Ludwig Heinrich Röchling                      | Kaufmann, St. Johann                                          |
| Städte                               | Merzig, Prüm, Bitburg, Wittlich, Bernkastel, Saarburg, Neuerburg                                                                       | Eduard Nels                                   | 1. Beigeordneter, Prüm                                        |
| Städte                               | Eupen, Malmédy, Schleiden, Monschau | Andreas von Grand-Ry                          | Gutsbesitzer, Eupen                                           |
| Städte                               | Düren, Gemünd, Stolberg, Burtscheid, Schleiden                                                                                         | Clemens August Hoffsümmer                     | Papierfabrikant, Düren                                        |
| Städte                               | Jülich, Eschweiler, Heinsberg, Erkelenz, Geilenkirchen mit Hünshoven, Linnich                                                          | Ferdinand Fischer                             | Bürgermeister, Eschweiler                                     |
| Städte                               | Bonn, Münstereifel, Euskirchen, Zülpich, Rheinbach, Ehrenfeld                                                                          | Philipp Hoffmann                              | Beigeordneter, Ehrenfeld                                      |
| Städte                               | Deutz, Mülheim am Rhein, Gladbach, Gummersbach, Wipperfürth, Siegburg, Königswinter, Neustadt                                          | Theodor Lucas                                 | Beigeordneter, Mülheim am Rhein                               |
| Städte                               | Ratingen, Kaiserswerth, Angermund mit Gerresheim, Mettmann, Langenberg mit Hardenberg, Wülfrath, Velbert, Kronenberg, Steele, Hilden   | Albert Könnecke                               | Bürgermeister, Mettmann                                       |
| Städte                               | Duisburg, Mülheim an der Ruhr, Essen, Kettwig, Werden, Ruhrort, Dinslaken, Emmerich, Rees, Isselburg                                   | Wilhelm Scheidt                               | Kommerzienrat und Beigeordneter, Kettwig                      |
| Städte                               | Kleve, Wesel, Goch, Gelder, Rheinberg, Moers, Orsoy, Xanten                                                                            | Rudolph von Monschaw                          | Hauptmann a. D., Goch                                         |
| Städte                               | Neuss, Grevenbroich, Wevelinghoven, Gladbach, Viersen, Dahlen, Odenkirche, Rheydt, Uerdingen, Kempen, Süchtelen, Dülken, Kaldenkirchen | Theodor Croon                                 | Beigeordneter, M-Gladbach                                     |
| Städte                               | Lennep, Ronsdorf, Lüdringhausen, Radevormwald, Burg, Hückeswagen, Wermelskirchen                                                       | Eugen Kattwinkel                              | Kaufmann und Beigeordneter, Wermelskirchen                    |
| Städte                               | Solingen, Remscheid, Dorp, Gräfrath, Wald, Höhscheid mit Merscheid, Burscheid mit Leichlingen, Opladen mit Neukirchen, Hitdorf         | Carl Friederichs                              | Kaufmann und Beigeordneter, Remscheid                         |
| Landgemeinden                        | Koblenz, St. Goar | Jacob Caspers                                 | Gutsbesitzer, Bubenheim                                       |
| Landgemeinden                        | Cochem, Mayen | Jacob Peters                                  | Gutsbesitzer, Fresserhof                                      |
| Landgemeinden                        | Adenau, Ahrweiler, Zell | Caspar Grod                                   | Steinhauerei- und Grundbesitzer, Brohl                        |
| Landgemeinden                        | Altenkirchen, Wetzlar | Heinrich Beppler                              | Grundbesitzer, Niedercleen                                    |
| Landgemeinden                        | Kreuznach, Simmern | Heinrich Trapp                                | Ökonom, Waldböckelheim                                        |
| Landgemeinden                        | Neuwied | Adolph Reinhard                               | Ökonom, Heddesdorf                                            |
| Landgemeinden                        | Bonn, Euskirchen, Rheinbach | Joseph Frings                                 | Grundbesitzer, Hersel                                         |
| Landgemeinden                        | Regierungsbezirk Köln | Johann Konrad Müller                          | Arzt und Gutsbesitzer, Lindlar                                |
| Landgemeinden                        | Kreis Köln, Bergheim | Joseph Hubert Weidt                           | Bürgermeister a. D. und Gutsbesitzer, Großkönigsdorf          |
| Landgemeinden                        | Siegburg, Waldbröl | Carl Eich                                     | Bürgermeister und Gutsbesitzer, Bödingen                      |
| Landgemeinden                        | Regierungsbezirk Düsseldorf | Clemens Hoffstadt                             | Ökonom, Vogelheim                                             |
| Landgemeinden                        | Düsseldorf, Solingen, Mettmann, Lennep                                                                                                 | Julius Wolters                                | Rittergutsbesitzer, Düsseldorf                                |
| Landgemeinden                        | Regierungsbezirk Düsseldorf | Felix von Loë                                 | Landrat a. D., Hassum                                         |
| Landgemeinden                        | Geldern, Kempen | Tillmann Bönninger                            | Gutsbesitzer, Hüls                                            |
| Landgemeinden                        | Gladbach, Neuss, Grevenbroich | Werner Breuer                                 | Bürgermeister, Neuwerk                                        |
| Landgemeinden                        | Saarbrücken, Ottweiler, St. Wendel | Alexander Schmidt von Schwind                 | Major a. D. und Gutsbesitzer, Eschberg                        |
| Landgemeinden                        | Land- und Stadtkreis Trier | Wilhelm Rautenstrauch                         | Gutsbesitzer, Eitelsbach                                      |
| Landgemeinden                        | Saarburg, Merzig, Saarlouis | Johann Baptist Keller                         | Gutsbesitzer und Lederfabrikant, Beurig                       |
| Landgemeinden                        | Bernkastel, Wittlich | Friedrich Herrmann                            | Guts- und Gerbereibesitzer, Mülheim                           |
| Landgemeinden                        | Daun, Prüm, Bitburg | Johann Peter Limbourg                         | Gutsbesitzer, Bitburg                                         |
| Landgemeinden                        | Jüllich, Düren | Jacob Jansen                                  | Gutsbesitzer, Binsfeld                                        |
| Landgemeinden                        | Aachen, Geilenkirchen | Joseph Bürsgens                               | Gutsbesitzer, Altstreifeld                                    |
| Landgemeinden                        | Heinsberg, Erkelenz | Johann Hubert Schlick                         | Gutsbesitzer, Holzweiler                                      |
| Landgemeinden                        | Eupen, Malmedy, Schleiden, St. Vith | Severin Hack                                  | Landwirt und Bierbrauereibesitzer, Mechernich                 |